# Noshaq
Noshaq (ou Nowshak) é a mais alta montanha do Afeganistão, o segundo mais alto pico independente do Indocuche, depois do Tirich Mir (7690 m) e a 52.ª montanha mais alta do mundo. O Noshaq situa-se no nordeste do país sobre a Linha Durand, que marca a fronteira com o Paquistão. Tem proeminência topográfica de 2024 m e isolamento topográfico de 18,84 km.